# Güneybahşiş, Anamur
Güneybahşiş là một xã thuộc huyện Anamur, tỉnh Mersin, Thổ Nhĩ Kỳ. Dân số thời điểm năm 2011 là 734 người.